# Sistema de varredura eletrônica

Visualização de como um sistema de varredura eletrônica capta imagens. Os quadrados roxos escuros representam o subconjunto da área vista pelo scanner em um determinado momento e os quadrados roxos mais claros mostram áreas previamente escaneadas.

Um sistema de varredura eletrônica, também conhecido como push broom scanner ou along-track scanner, é um dispositivo para obter imagens com sensores espectroscópicos. Os scanners são usados regularmente para o sensoriamento remoto passivo a partir do espaço e na análise espectral em linhas de produção, por exemplo, com espectroscopia de infravermelho próximo usada para identificar comida e ração contaminadas. A linha de scanner em movimento em uma fotocopiadora tradicional (ou um scanner ou máquina de fax) também é um exemplo familiar e cotidiano de um sistema de varredura eletrônico. Os sistemas de varredura eletrônica e a variante de sistema de varredura mecânica (também conhecidos como whisk broom scanners) são frequentemente comparados com as matrizes de plano fixo (como em uma câmera digital), que captam imagens de objetos sem digitalização, e são mais familiares para a maioria das pessoas.
No sistema de varredura eletrônica de impulso orbital, é usada uma linha de sensores dispostos perpendicularmente à direção de voo da espaçonave. Diferentes áreas da superfície são fotografadas à medida que a espaçonave avança. Um scanner de varredura eletrônica pode coletar mais luz do que um scanner de varredura mecânica porque observa uma determinada área por mais tempo, como uma longa exposição em uma câmera. Uma desvantagem do sistema de varredura eletrônica é a sensibilidade variável dos detectores individuais. Outra desvantagem é que a resolução é menor do que a de um scanner de varredura mecânica, pois a imagem inteira é capturada de uma só vez.
Exemplos de câmeras de espaçonaves que usam geradores de imagens de varredura eletrônica incluem a High Resolution Stereo Camera da Mars Express, a Câmera NAC da Lunar Reconnaissance Orbiter, a Mars Orbiter Camera da Mars Global Surveyor, e o Espectrorradiômetro de imagem multiangular a bordo do satélite Terra.